# 烏德勒支青年隊
烏德勒支青年隊（Jong FC Utrecht）是一支荷蘭足球會，為於烏德勒支，是荷甲烏德勒支足球會的後備隊。2016/17球季起開始加入荷蘭職業足球體系，征戰荷乙，但戰績非常一般，連續數年位居聯賽榜下遊。

### 成績
自2016年起加入荷蘭職業足球體系後，他們的成績圖表如上。
| 2018–19 荷乙 | 19名 | – |
| 2017–18 荷乙 | 18名 | – |
| 2016–17 荷乙 | 20名 |   |

## 外部連結
- Official website （页面存档备份，存于）